# Anna's Archive
Anna's Archive is een vrij toegankelijke zoekmachine voor schaduwbibliotheken. Het archief is opgericht uit protest tegen inspanningen van Amerikaanse autoriteiten om de schaduwbibliotheek Z-library te blokkeren. Het project beschrijft zichzelf als een poging om "alle bestaande boeken" te catalogiseren en om "de voortgang van de mensheid naar het makkelijk toegankelijk maken van deze boeken in digitale vorm te volgen".
Anna's Archive is een mirror van Library Genesis, Open Library, Sci-Hub en Z-Library. Volgens Anna's Archive worden er geen materialen met auteursrecht gehost en wordt er alleen metadata geïndexeerd die al publiek beschikbaar is.
Op 15 februari 2024 telde het bestand van Anna's Archive 25.608.184 boeken en 99.902.163 artikelen.
Op 6 augustus 2025 heeft Cloudflare op gerechtelijk bevel stappen moeten ondernemen om de toegang tot hun website Anna's Archive in België te beperken. Sindsdien is deze website niet meer toegankelijk vanuit België en werd deze toegevoegd op de zwarte lijs van geblokkeerde domeinnamen van de FOD Economie.

## Verdere ontwikkelingen
In oktober 2023 zou Anna's Archive WorldCat, de grootste databank van metadata ter wereld, hebben "gescraped". Volgens Anna's Archive "markeert [dit] een grote mijlpaal in het in kaart brengen van alle boeken ter wereld" en zorgt dit ervoor dat ze kunnen "werken aan het maken van een takenlijst van alle boeken die nog bewaard moeten worden". In januari 2024 werd Anna's Archive geblokkeerd in Italië vanwege een klacht over auteursrechten door de Italiaanse Uitgeversvereniging. In februari 2024 werd Anna's Archive aangeklaagd door OCLC (Online Computer/Ohio College Library Center), de Amerikaanse non-profitorganisatie die bekend is van de WorldCat databank; desondanks "verduidelijkt OCLC dat hun interne systeem niet gehackt is".